# Võ Hồng Anh
Võ Hồng Anh (1939 - 2009) là một nữ giáo sư tiến sĩ nổi tiếng về ngành toán lý tại Việt Nam. Bà là người đầu tiên nhận được Giải thưởng Kovalevskaya năm 1988. Bà là con gái đầu của Đại tướng Võ Nguyên Giáp và liệt sỹ Nguyễn Thị Quang Thái.

## Thân thế
Tài liệu "Giáo sư Việt Nam", Nhà xuất bản Khoa học Xã hội năm 2004, ghi rõ bà sinh ngày 4 tháng 12 năm 1942 tại Hà Nội. Tuy nhiên, theo thông tin của các cựu học sinh Trường Thiếu nhi Việt Nam Internat Moskva (bạn học của bà) thì bà sinh năm 1939. Điều này phù hợp với hồi ký của cha bà cũng như các bạn bè của song thân bà.
Cha bà là nhà cách mạng và nhà quân sự người Việt Nam Võ Nguyên Giáp. Mẹ của bà cũng là một nhà cách mạng tên Nguyễn Thị Quang Thái, em ruột của Nguyễn Thị Minh Khai, cũng là một nhà cách mạng Việt Nam nổi tiếng.

## Thời thơ ấu
Ngay sau khi sinh bà được đầy năm thì cha bà sang Trung Quốc hoạt động. Sau đó, bà được mẹ đưa về sống tại nhà ông bà ngoại tại Vinh. Hai năm sau, mẹ bà bị chính quyền thực dân Pháp bắt. Bà được bà nội đón về An Xá (Lộc Thủy, Lệ Thủy, Quảng Bình) nuôi dưỡng.
Mẹ bà qua đời cuối năm 1944 tại nhà thương Robin (nay là Bệnh viện Bạch Mai) bởi bệnh thương hàn. Bà sống với ông bà nội mãi đến năm 1946 mới gặp lại cha, bấy giờ là một lãnh đạo cao cấp của nước Việt Nam Dân chủ Cộng hòa.
Toàn quốc kháng chiến nổ ra, chiến sự lan dần đến Quảng Bình, bà được bà nội đưa đi sơ tán tại Thanh Chương, Nghệ An. Năm 1951, bà được gặp lại cha lần thứ hai. Sau đó, bà được chính phủ bố trí đưa sang học tại Quế Lâm và Khu học xá Nam Ninh, Trung Quốc.

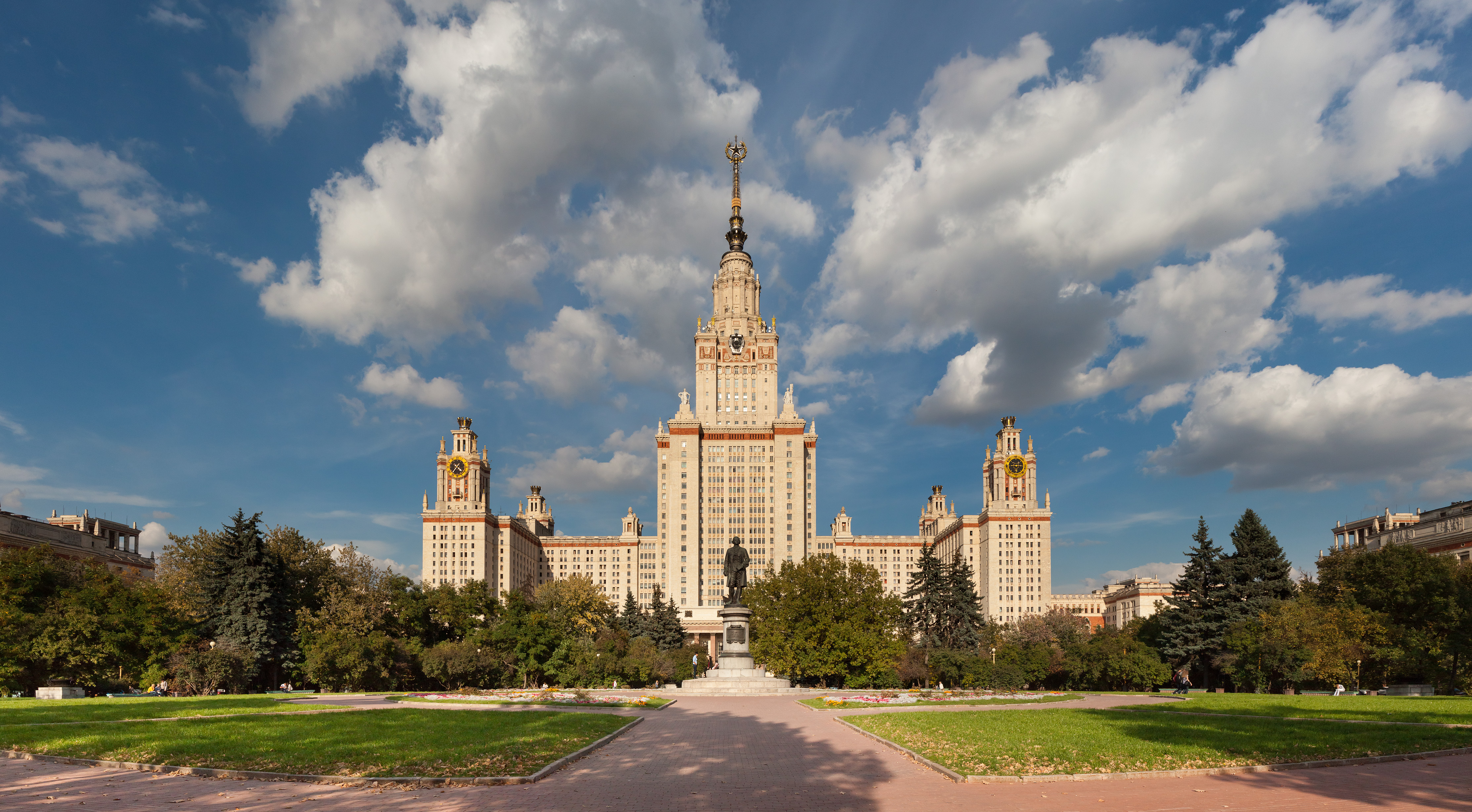
Đại học Tổng hợp Lomonosov

Năm 1954, bà được đưa sang Liên Xô và theo học Trường Thiếu nhi Việt Nam Internat Moskva. Năm 1959, bà tốt nghiệp Phổ thông với Huy chương vàng. Sau đó, bà theo học ngành Vật lý lý thuyết lượng tử, Đại học Tổng hợp Quốc gia Lomonosov Moskva. Bà tốt nghiệp năm 1965 với bằng đỏ (hạng ưu).

## Công tác nghiên cứu

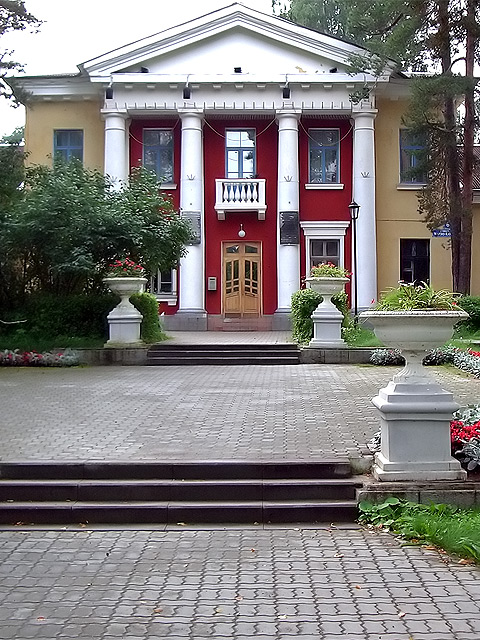
Viện Liên hiệp nghiên cứu hạt nhân Dubna

Sau khi tốt nghiệp, bà về nước và được phân công làm cán bộ nghiên cứu thuộc Ban Toán - Lý, Ủy ban Khoa học Kỹ thuật Nhà nước. Năm 1966, bà lại được cử sang Liên Xô làm nghiên cứu sinh. Năm 1969, bà bảo vệ thành công luận án Phó Tiến sĩ Toán - Lý về "Lý thuyết Plasma" tại Hội đồng Khoa học Viện Nghiên cứu vật lý hạt nhân thuộc Trường Đại học Tổng hợp Moskva, Liên Xô.
Sau khi bảo vệ thành công luận án Phó tiến sĩ, bà được phân công về làm việc tại Trung tâm Vật lý lý thuyết, Viện Vật lý, Viện Khoa học Việt Nam. Đồng thời, bà cũng được mời làm cộng tác viên cao cấp tại Viện Liên hợp Nghiên cứu hạt nhân Quốc tế Dubna, Liên Xô. Năm 1979, bà lại sang Liên Xô, chính thức làm việc tại Viện Liên hợp Nghiên cứu hạt nhân Dubna, sau đó bảo vệ thành công luận án Tiến sĩ Toán - Lý với đề tài "Lý thuyết tác động tham số của bức xạ điện tử mạnh lên các tinh thể..." tại Hội đồng Khoa học Viện Liên hiệp nghiên cứu hạt nhân Dubna năm 1982.

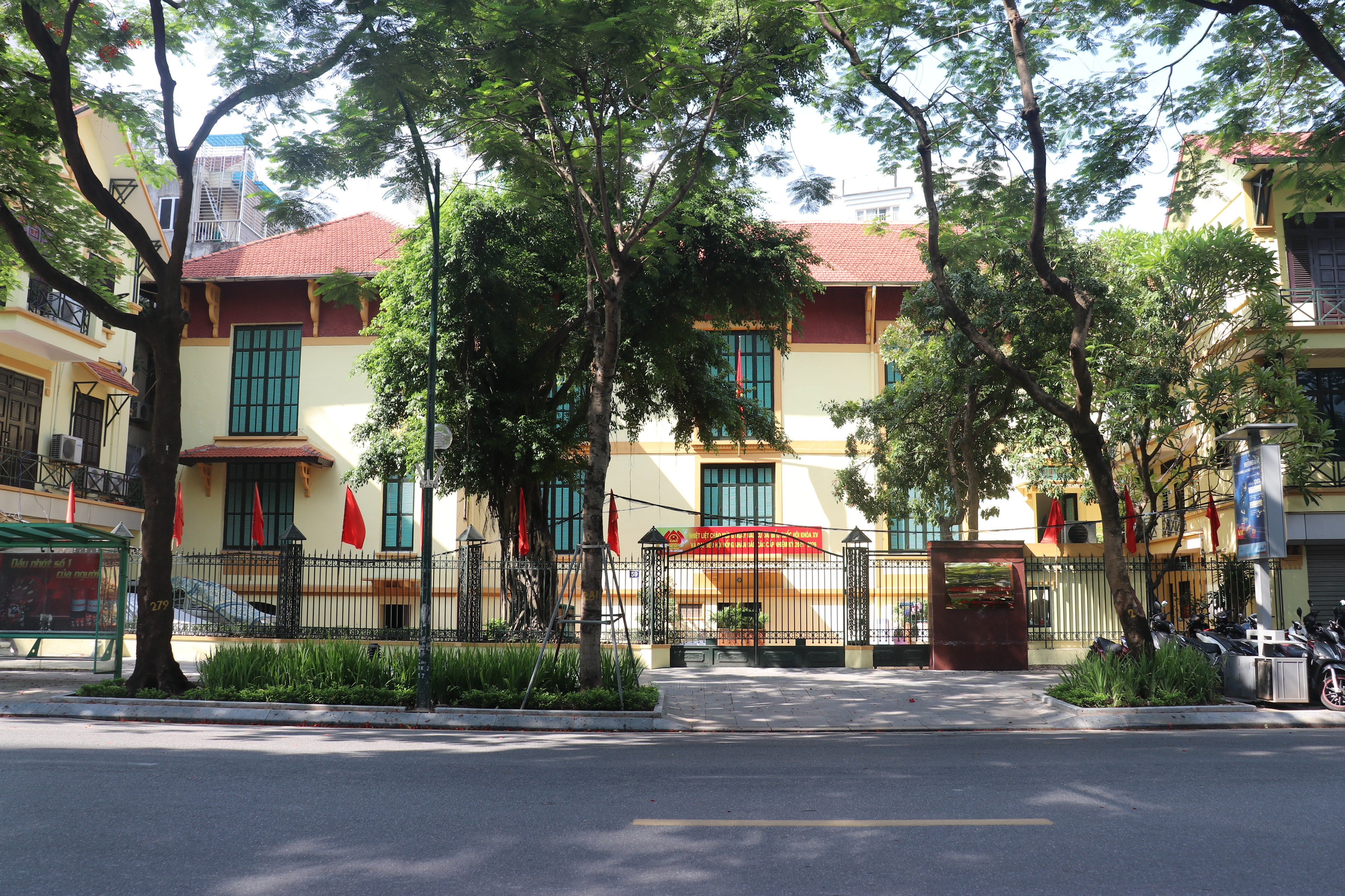
Trụ sở Viện Năng lượng Nguyên tử Quốc gia

Năm 1983 bà về nước, tiếp tục công tác tại Viện Khoa học Việt Nam và được phong học hàm Giáo sư. Năm 1987, bà về làm việc tại Viện Năng lượng Nguyên tử Quốc gia (sau là Viện Năng lượng Nguyên tử Việt Nam), Phó phòng rồi Trưởng phòng Vật lý lý thuyết và tính toán. Năm 1998, bà công tác tại Trung tâm Nghiên cứu Cơ bản và Tính toán, Viện Khoa học Kỹ thuật Hạt nhân, Viện Năng lượng Nguyên tử Quốc gia cho đến khi nghỉ hưu vào năm 2003.
Những năm cuối đời, bà dành hết sức lực cho hoạt động của Hội Khuyến học Việt Nam.
Bà qua đời ngày 18 tháng 7 năm 2009 tại Hà Nội. Mộ phần của bà được đặt tại Nghĩa trang Thanh Tước, Hà Nội

## Thành tích
Trong suốt gần 40 năm làm công tác giảng dạy và nghiên cứu khoa học, bà đã được thỉnh giảng, trao đổi nghiên cứu, dự hội nghị khoa học ở: Liên Xô, Nhật Bản, Mỹ, Pháp, các nước Đông Âu, Ý, Ấn Độ, Thái Lan, Malaysia... Bà cũng đã cho xuất bản trên 50 công trình khoa học được công bố, phần lớn ở nước ngoài, trong số đó có cuốn sách về Lý thuyết tương tác của bức xạ cường độ mạnh lên chất rắn - xuất bản ở Nga.
Bà cũng đã từng được khen thưởng toàn Viện Liên hợp Nghiên cứu Hạt nhân Dubna khóa 1979-1983.
Năm 1988, bà là người phụ nữ đầu tiên của ngành Vật lý được tặng Giải thưởng Khoa học Quốc tế Kovalevskaia - giải thưởng cao nhất của Việt Nam về khoa học kỹ thuật dành cho các nhà khoa học nữ.
Ngoài ra, bà còn được trao tặng Huy chương Vì sự nghiệp Khoa học và Công nghệ và Huy chương Vì sự nghiệp Khuyến học cho những đóng góp của mình trong việc nghiên cứu khoa học và công tác khuyến học.

## Đời tư
Bà lập gia đình với Tiến sĩ Vật lý lý thuyết Phan Trúc Long, con trai đầu của Luật sư Phan Anh. Ông Long mất cuối thập niên 1990 tại Moskva do tai nạn giao thông.
Ông bà có với nhau một người con trai duy nhất là Phan Hồng Việt, một vũ sư dancesport nổi tiếng. Phan Hồng Việt lập gia đình với Hoàng Thu Trang - cũng là một vũ sư dancesport hàng đầu Việt Nam. Hai người là cặp đôi từng đoạt chức Vô địch quốc gia dancesport Việt Nam năm 2007, từng tham dự giải WDSF Standard Open 2011 với thứ hạng chung cuộc 13/22.